# Jacques Curie
Paul-Jacques Curie (1856-1941) là nhà vật lý người Pháp. Ông là giáo sư khoáng vật học tại Đại học Montpellier. Ông là anh trai của nhà khoa học Pierre Curie. Hai anh em nhà Curie là những người đã phát hiện ra hiện tương áp điện. Nhờ có phát hiện này, Jacques Curie có thể biết được tác dụng của một loại khoáng vật có tên thạch anh.